# Chlorops perflavus
Chlorops perflavus är en tvåvingeart som beskrevs av Walker 1849. Chlorops perflavus ingår i släktet Chlorops och familjen fritflugor. Inga underarter finns listade i Catalogue of Life.